# Front 242
Front 242 je belgijska glasbena skupina, ki ustvarja elektronsko telesno glasbo (EBM).